# エルンスト・フリードリヒ2世 (ザクセン＝ヒルトブルクハウゼン公)
エルンスト・フリードリヒ2世（ドイツ語：Ernst Friedrich II., 1707年12月17日 - 1745年8月13日）は、ザクセン＝ヒルトブルクハウゼン公（在位：1724年 - 1745年）。

## 生涯
エルンスト・フリードリヒ2世はザクセン＝ヒルトブルクハウゼン公エルンスト・フリードリヒ1世と、ゲオルク・ルートヴィヒ1世・フォン・エアバッハ＝エアバッハの娘ゾフィア・アルベルティーネの息子である。
エルンスト・フリードリヒが17歳の時に父が死去し、母ゾフィア・アルベルティーネが1724年から1728年まで後見人をつとめた。ゾフィア・アルベルティーネは、その間に緊縮政策により税金の数を半減させた。
イェーナ、ジュネーヴおよびユトレヒトで教育を受け、1722年には弟ルートヴィヒ・フリードリヒとともにフランスを訪れ、ルイ15世の戴冠式に参列した。エルンスト・フリードリヒは1728年に親政を開始し、母の努力にもかかわらず未だ多額の借金を抱えていた公国の統治を引き継いだ。1729年には、資金不足により祖父エルンストが1715年に設立したギムナジウム・イルストレを閉鎖せざるを得なくなった。1730年、母親の要請によりユダヤ人の権利が拡大された。エルンスト・フリードリヒは1732年にザルツブルクから亡命してきたプロテスタントに対し、領内に定住する権利を与えた。
ウィーンの皇帝カール6世の宮廷に赴いた際、エルンスト・フリードリヒは1733年に叔父のヨーゼフ・フリードリヒの執り成しにより、帝国陸軍士官に任命された。1743年、エルンスト・フリードリヒはバイエルン選帝侯カール・テオドールから中将として歩兵連隊を与えられた。その後、皇帝カール7世は、エルンスト・フリードリヒを砲兵大将に任命した。
エルンスト・フリードリヒは心身共に患い、領内の問題に対しどうすることもできなかった。公国の債務はすでに非常に高額となっていたため、歳入の全てをもってしても利子すら支払うことができなくなっていた。エルンスト・フリードリヒは1745年に死去した。

## 子女
1726年6月10日、フュルステナウにおいてフィリップ・カール・エアバッハ＝フュルステナウの娘カロリーネ（1700年1 - 1758年）と結婚し、以下の子女をもうけた。
- エルンスト・フリードリヒ3世（1727年 - 1780年） - ザクセン＝ヒルトブルクハウゼン公
- フリードリヒ・アウグスト・アルブレヒト（1728年 - 1735年）
- オイゲン（1730年 - 1795年）
- アマーリエ（1732年 - 1799年） - 1749年にルートヴィヒ・ツー・ホーエンローエ＝ノイエンシュタイン＝エーリンゲンと結婚